# 桜塚
桜塚（さくらづか）は、大阪府豊中市中部に位置する地区。住居表示町名は北桜塚（きたさくらづか）・南桜塚（みなみさくらづか）・中桜塚（なかさくらづか）に分かれる。

## 地理
千里丘陵の南端部。北側で本町地区と、南側で曽根地区と接する。
西部を阪急宝塚線が、中部に国道176号が南北に貫き、東西を兵庫県道・大阪府道99号伊丹豊中線が貫く。宝塚線には岡町駅がある。

## 街並・歴史
岡町駅近辺は明治時代から阪急電鉄によって沿線住宅地として開発された。そのため住宅地や公園、学校もあり、街並は美しい。
能勢街道筋にあり、江戸時代から原田神社の門前町として栄えてきた地域で、阪神・淡路大震災の頃までは神社の石垣沿いに蔵のある旧家が建ち並んでいた。震災の影響で多くは建て替わったものの、現存する旧家も僅かながら残っている。
昭和10年代には豊中市で初めての土地区画整理事業が実施された。
市中部には桜塚古墳群のうち、大塚古墳・御獅子塚古墳・南天平塚古墳がある。
岡町駅前には町のシンボルともいえる岡町商店街がある。町の中心部には豊中市役所が、南東部には豊中警察署がある。南西部にある東光院（別名：萩の寺）は萩の名所として知られ、毎年開花期である9月に「萩まつり道了祭」が開かれている。

## ローソン桜塚店

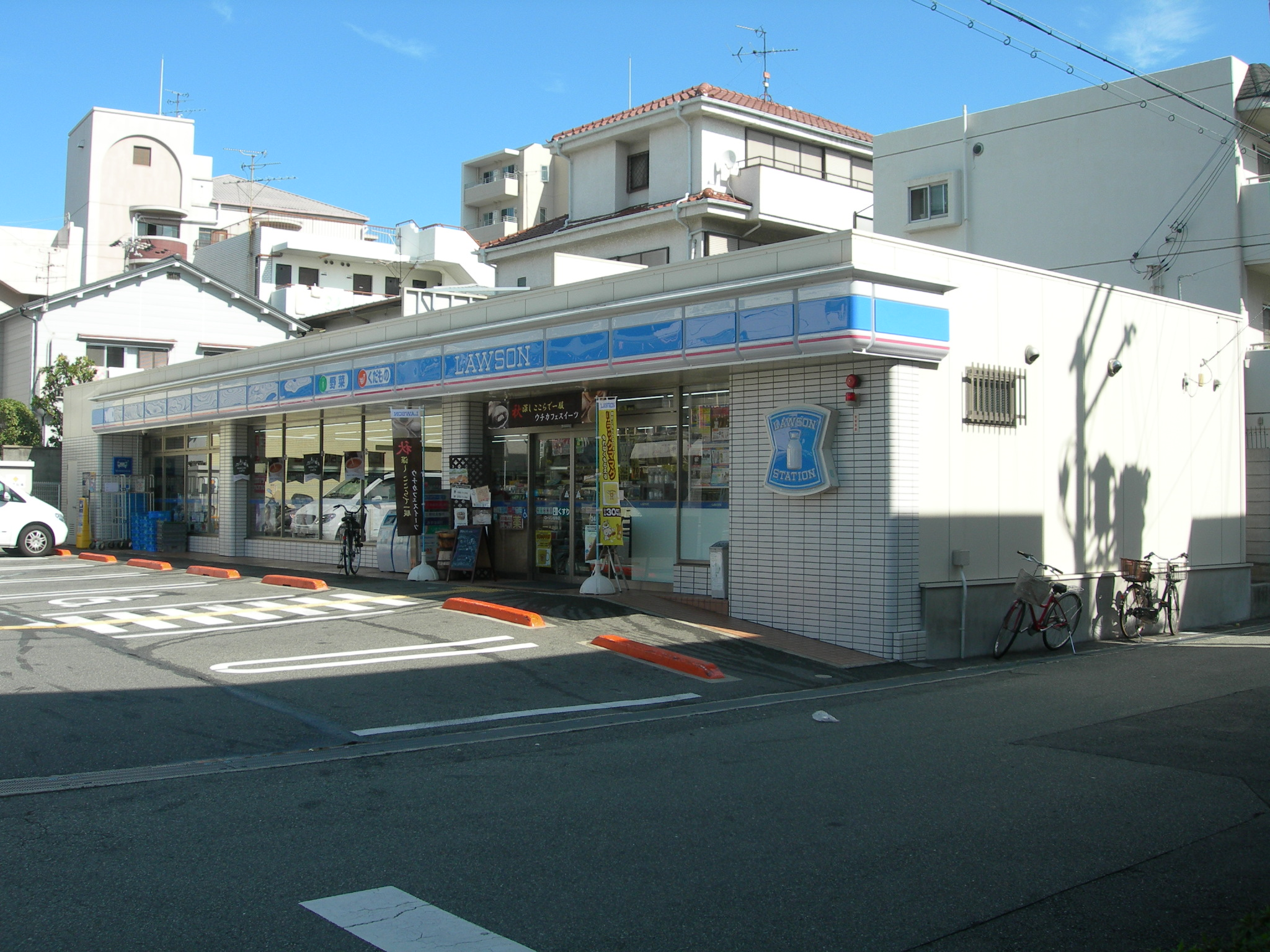
ローソン桜塚店

地区内にあるローソン桜塚店はローソン1号店および現存する大阪最古のコンビニエンスストアである。1975年6月14日開店。開店当初のローソンはパーティー用の料理が主力の高級スーパー的な店だった為、当時新興住宅地として発展していた豊中市を1号店として選んだとされる。2015年6月12日には開店40周年の記念セレモニーが開催された。

## 施設
- 原田神社
- 豊中市役所
- 豊中警察署
- 豊中桜塚郵便局
- 大阪府立桜塚高等学校
- 豊中市立桜塚小学校
- 豊中市立南桜塚小学校
- 大塚古墳
  - 大塚公園
- 御獅子塚古墳
- 南天平塚古墳
- 大曽公園
- 大門公園
- 能勢街道
- 東光院

## 交通
- 阪急電鉄宝塚本線岡町駅
- 国道176号・府道99号を阪急バスが走る。国道176号を走る路線には大阪国際空港・箕面市・梅田・新大阪・吹田市・千里ニュータウン方面へ向かい、府道99号を走る路線は伊丹市や桃山台駅、同じく千里ニュータウン方面へと向かう。
- 国道176号
- 兵庫県道・大阪府道99号伊丹豊中線

## 地名
- 北桜塚一 - 四丁目
- 南桜塚一 - 四丁目
- 中桜塚一 - 五丁目

## 出身・ゆかりのある人物
- 十六代上山勘太郎[11]（大日本除虫菊社長、会長）

大日本除虫菊副社長時代の住所は桜塚である。